# Jeunesse athlétique armentiéroise
La Jeunesse Athlétique Armentiéroise ou JA Armentières est un club de football français fondé en 1911.

## Histoire
C'est en 1911 que Benoît Pauwels devint le premier président de la J.A.Armentières. Il installa le siège au café Duhameau, rue de l'Humanité et le terrain de jeu au " Maroc ", près de la cité Bonjean. Deux ans plus tard, une fusion intervenait avec le Racing-Club Armentièrois, dont les éléments évoluaient rue Jules-Lebleu, au " Parc des Familles ".
Après la première guerre mondiale, le football s'installait en roi au stade de la route du Cimetière. Les présidences successives étant assurées par MM. Léon Victor Verrax, Fernand Demars, puis par Robert Leroy et Gilbert Dufour. En 1927-1928, après une saison brillante, la J.A.A avait acquis le titre de son groupe et accédait en division d'honneur.
Dès la saison 1947-1948 commençait la " grande époque" de la J.A.A, le Club inscrivant son nom sur le socle de la coupe des Flandres.
La JAA accède en Championnat de France Amateur en 1953, l'équipe entrainée par Leenaert ancien pro du CORT accède en 1/16 de finale en éliminant les pros de Perpignan (D2) par le score de 3 à 1. L'équipe termine deuxième en 1953-54 derrière la réserve du grand stade de Reims. L'attaque de feu était composée de Poteau Demars Robert Lefevre, et l'ossature avec André Grember, les frères Baurance. A la fin des années 50 Jean Baratte grand international devient entraineur joueur de la JAA, dominant la division d'honneur avec notamment André Grember, les frères Lefèvre, Jacques Demars, Serge Poteau, Pierre Dudoignon, Pollet, Delignon, Linskens, etc.
C’est en 1992 que  la JAA accède à l’ancienne division « Nationale 3 ». C’est en 1996, que l’équipe Fanion remporte le titre de Nationale 3 et ce qui lui permet d'évoluer en Championnat de France amateur durant quatre saisons.
La J.A.A s'installa peu après au Stade Léo-Lagrange, situé dans l'enceinte du Complexe Sportif de la ville d'Armentières. Inauguré en juin 1970, le complexe sportif Léo-Lagrange, d'une capacité d'accueil de 1500 places environ, dont 600 en tribune d'honneur, était pour l'époque le stade le plus important de la région.
Mais, avec le temps, cette enceinte sportive n'est plus conforme aux normes actuelles. C'est en juin 2007 que d'importants travaux de réhabilitation de la piste d'athlétisme ainsi que du terrain de football ont été réalisés. C’est à présent une piste en résine imperméable qui offre un meilleur confort pour les athlètes. Ont été également installées des aires de lancer de javelot, d'élan pour le saut en longueur, le lancer de poids et la perche.
Pour ce qui est du terrain, il a été agrandi, drainé et partiellement ré-engazonné. Les joueurs bénéficient d'un nouveau tunnel pour accéder à la pelouse et une nouvelle main courante ceinture la piste. L’entrée du stade est aussi modifiée : les gravillons font place à un revêtement macadamisé qui accueille supporters et spectateurs. La réfection des vestiaires et de la tribune devrait suivre dans un avenir proche.
Malheureusement, sportivement, les choses vont se gâter. Descente de CFA en D1District en une vingtaine d'années. 
Une bouffée d'oxygène en 2019: la Municipalité en place offre un magnifique cadeau aux dirigeants et joueurs. Un terrain synthétique dernière génération est inaugurée en lieu et place du terrain gazon n°2. Un outil magnifique qui, nous l'espérons, permettra à chacun de s'épanouir et de progresser. Pour les techniciens, c'est l'assurance d'une saison pleine, sans rupture lorsque l'hiver arrive. 

## Palmarès
- Champion de DH Nord : 1993
- Champion de National 3 Groupe nord : 1997

- Champion de D1 (District Flandres) : 2023/2024

- Champion de Régional 3 : 2024/2025

## Entraîneurs
- 1997-2002 : André Charlet
- 2002-2004 :  Jean-Luc Dewet
- 2004-06 : Krysztof Ziecik
- 2006-2011 :  Belkacem Abdelhak
- 2021-2023 : Casadéï Enrico
- 2023 - 2024 : Debacker Anthony